# Martha Bayona
Martha Bayona, född 12 augusti 1995, är en colombiansk tävlingscyklist som tävlar i bancykling.

## Karriär
Bayona medverkade i OS 2016 där hon kom på en tionde plats i keirin. Hon har tagit två VM-silver i keirin 2017 respektive 2023.